# Radvaň nad Dunajom
Radvaň nad Dunajom (maďarsky Dunaradvány) je obec na jižním Slovensku v okrese Komárno. Leží ve slovenské Podunajské nížině na levém břehu Dunaje, který zde zároveň tvoří státní hranici s Maďarskem. Žije zde 710 obyvatel. Rozloha obce činí 15,76 km².

## Historie
První písemná zmínka o vesnici pochází z roku 1267. Na území obce byl v roce 1606 podepsán Žitvatorocký mír. Do roku 1918 byla obec součástí Uherska. V letech 1938 až 1945 byla kvůli první vídeňské arbitráži součástí Maďarska. V roce 2001 žilo v obci 738 obyvatel, z toho 675 obyvatel maďarské národnosti a 59 obyvatel slovenské národnosti.

## Přírodní poměry
Do katastrálního území vesnice zasahuje část chráněného areálu Marcelovské piesky.

## Pamětihodnosti
- Archeologická lokalita pravěkého až raně středověkého sídliště a pohřebiště